# Цилертал
Цилертал (на немски: Zillertal) е долина в Алпите, източно от Инсбрук, провинция Тирол, Австрия.
На нея е наречен алпийският дял Цилерталски Алпи. Тя носи името на река Цилер, приток на Ин, която тече през нея. Оградена е от 3 алпийски масива – Тукските, Цилерталските и Кицбюлските Алпи.
Цилертал е най-голямата долина в системата на Ин (дължина 50 км). Отворена е на север и има заравнено дъно, често разширяващо се до поле. Страните ѝ са стръмни, изпъстрени с циркуси и увенчани от скалисти върхове. Това се дължи на ледниковото минало на долината по време на плейстоценското заледяване. В най-високите си части тя все още съхранява неголеми ледници.
Най-голямото селище в долината е Майрхофен (3900 жители). До него се движи известното романтичното влакче, наречено Цилерталбан.
Долината е любимо място за почивка и спорт на австрийците и всяка година се посещава от над 500 000 души.
Известна е с музикалната си традиция, претендира да е родното място на известната коледна песен "Тиха нощ". Групата “Zillertaler Schürzenjäger”, наречена на нея, е популярна далеч извън границите на долината. Всяка година там се провежда музикалният фестивал Snowbombing.